# Сосна Гельдрейха
Сосна́ Гельдре́йха, или Босни́йская сосна (лат. Pínus heldréichii) — хвойное дерево; вид рода Сосна (Pinus) семейства Сосновые (Pinaceae). Видовое название дано в честь немецкого ботаника Теодора фон Гельдрейха.

## Ботаническое описание
Сосна Гельдрейха — вечнозелёное дерево высотой до 25—35 м, с диаметром ствола до 2 м.
Листья игольчатые, по два в пучке, длиной 4,5—10 см и толщиной 1,5—2 мм.
Шишки длиной 5—9 см, с тонкой, хрупкой поверхностью, тёмно-сине-фиолетовые до созревания, потемнение происходит при созревании через 16—18 месяцев после опыления.

## Распространение и среда обитания
Произрастает в горных районах на Балканах и в южной Италии. Встречается в горах Боснии, юго-западной Болгарии, Албании, Македонии, Сербии, северной Греции (на юге от горы Олимп) и локально на юге Италии (это символ национального парка «Поллино»). Растёт в горах на высоте 900—2500 м над уровнем моря, в основном на известковых породах, часто доходит до альпийской линии леса.

## Выращивание и использование
Используется в качестве декоративного растения в парковом озеленении. Растёт медленно, морозостойка, засухоустойчива.

## Самое старое дерево Европы
В горах на севере Греции был обнаружен экземпляр боснийской сосны, имеющий возраст более 1075 лет. Это означает, что он является старейшим деревом Европы среди всех, чей возраст был определён непосредственно (т.е. путём подсчета годовых колец).
На юге Италии в Национальном парке Поллино был обнаружен экземпляр сосны возрастом 1230 лет. Возраст дерева датировали по годовым кольцам и с помощью радиоуглеродного анализа. В горах Пирин в Болгарии находится Сосна Байкушева возраст которой оценивают более чем 1300 лет.